# Энгельгардтовская
Энгельгардтовская — деревня в Починковском районе Смоленской области России. Входит в состав Шаталовского сельского поселения. Население — 33 жителя (2007 год).
Расположена в 8 км к юго-юго-востоку от Починка, в 3 км к востоку от деревни Шаталово и в нескольких сотнях метров от военного аэродрома Шаталово.
В 4 км западнее проходит автодорога Р120 (участок Смоленск — Рославль).

## История
В годы Великой Отечественной войны деревня была оккупирована гитлеровскими войсками в июле 1941 года, освобождена в сентябре 1943 года.

## Транспорт
В деревне находится одноимённая железнодорожная станция на линии Колодня — Рославль, открытая в 1907 году.